# بذر مائي

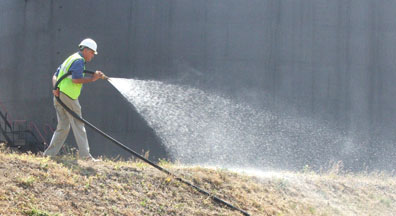
بذر مائي

البذر المائي هي عملية زراعية تتم باستخدام مزيج طيني سائل يحتوي على البذور، بواسطة آلة البذارة المائية يتم فيها خلط مزيج من البذور والأسمدة والمهاد، يتم مزجه بالماء ورشه، يصبح بمثابة مشتل ويساعد في إنبات النباتات المرغوبة.

## فوائد البذر المائي
- تقليل العمالة، يمكن أن يكون فعالًا جدًا في سفوح التلال والتضاريس التي يتعذر الوصول إليها والمروج المنحدرة.

- معدات أقل للتشغيل مقارنة بالطرق التقليدية.[3]

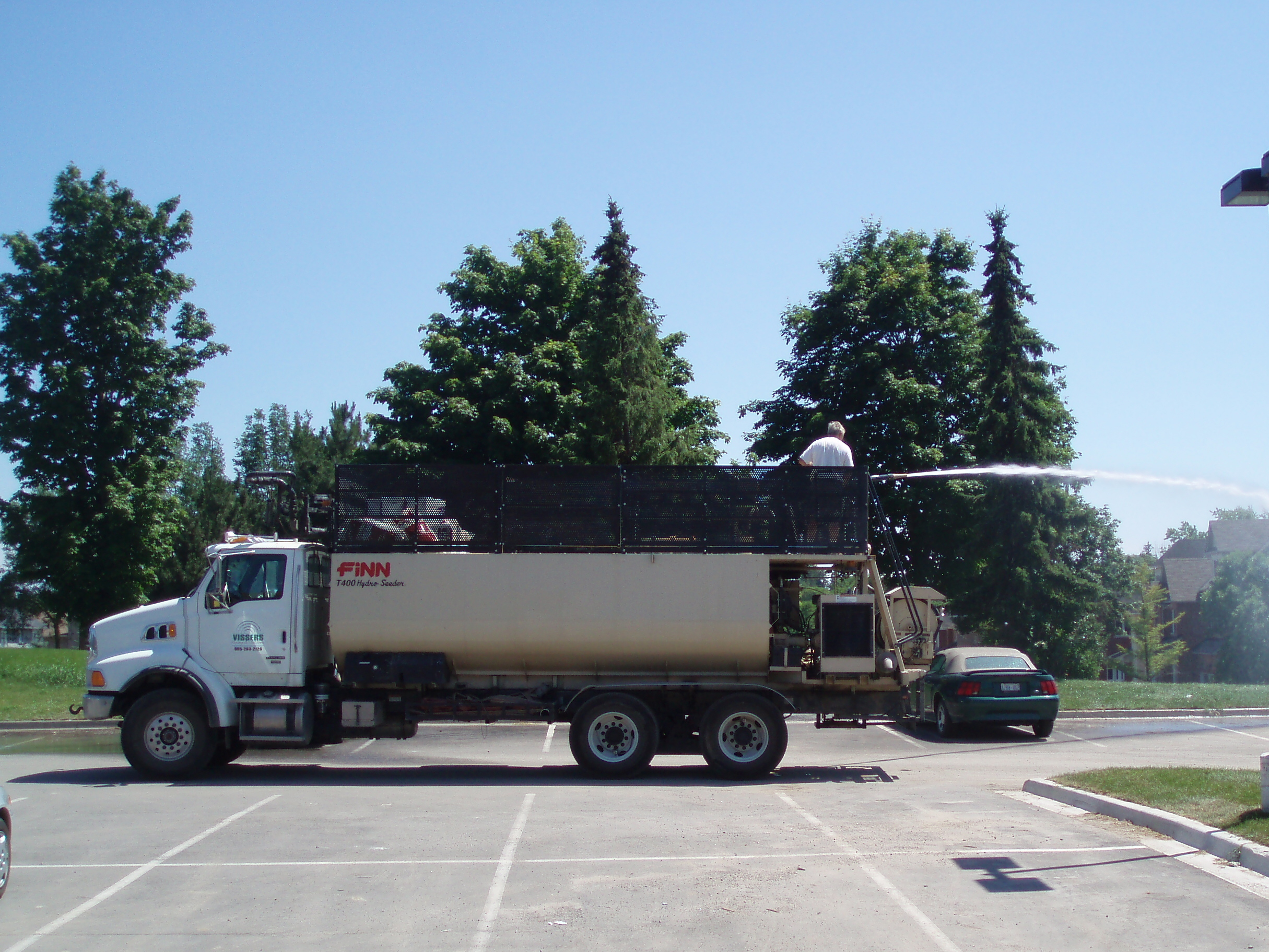
ألة بذر مائي

- ألة بذر مائي تكلفة البذر المائي أقل من الزراعة بالعشب، وتكون نتائج الغطاء النباتي أسرع.[4]

## الاستخدام
- تُستخدم عملية البذر المائي لتغطية مساحة كبيرة من الأرض ولإغراض تثبيت التربة أو إنشاء العشب أو زراعة مساحة كبيرة بسرعة.

- يمكن استخدام البذر المائي في المشاريع الصغيرة مثل المروج السكنية، أو مشاريع البناء واسعة النطاق مثل تطوير الطرق السريعة وإعادة الغطاء النباتي لحرائق الغابات. [5]